# Provincia Cisplatina
Provincia Cisplatina o Estado Cisplatino fue el nombre con el que se conoció a la región de la actual República Oriental del Uruguay entre 1817 y 1828 durante la ocupación del Reino Unido de Portugal, Brasil y Algarve, posteriormente el Imperio del Brasil. Desde la perspectiva luso-brasileña el territorio se encontraba aquende ("de este lado", "de nuestro lado") del Río de la Plata y de allí deriva el nombre.

## Antecedentes
El Tratado de Tordesillas trazó una línea de polo a polo que asignó a la corona de Portugal una porción de América del Sur. Esa porción, el Brasil, tenía un límite no demarcado con precisión con las áreas asignadas a España, por lo cual surgieron conflictos territoriales. Esos conflictos llegaron a ser muy graves en la zona del Río de la Plata, especialmente a partir de la fundación portuguesa de Colonia del Sacramento en 1680.
Desde entonces, Portugal pretendió expandir sus dominios sobre el Río de la Plata e incluso dominar toda la Banda Oriental. La fundación del Virreinato del Río de la Plata en 1776 se debió a la necesidad de frenar las ambiciones portuguesas. La capital del virreinato, Buenos Aires, fue dotada de abundantes fuerzas militares. En la Banda Oriental, la ciudad de Montevideo fue amurallada y contaba también con una fuerte guarnición militar.
En la primera década de 1800 Brasil era el principal rival y potencial enemigo del Virreinato del Río de la Plata. En 1801 Portugal incorporó las Misiones Orientales con las tierras de Brasil, sin que las fuerzas de Buenos Aires pudieran hacer nada para impedirlo o recuperarlas. El 12 de agosto de 1807 el príncipe regente de Portugal, futuro Juan VI de Portugal, recibió un ultimátum conjunto de España y Francia: en veinte días debía declarar la guerra a Gran Bretaña y cerrar todos los puertos a sus buques, además de expulsar a su embajador y detener a todos sus súbditos. Apurado por la urgencia de la amenaza, Juan anunció al embajador británico, Lord Strangford, que simularía un estado de guerra con Gran Bretaña, para ganar tiempo.
El ministro de relaciones exteriores británico, George Canning, propuso en cambio otro plan: el traslado de toda la Corte portuguesa y la familia real a Brasil. El 22 de octubre, Canning y el embajador portugués Domingo Souza Coutinho firmaron el tratado por el que se establecía:
- La entrega de toda la escuadra portuguesa – de guerra y mercante – a Gran Bretaña.
- El traslado de la Reina, el Príncipe, su familia y toda la corte a Brasil, en la escuadra británica.
- Un nuevo tratado comercial, que permitía a Gran Bretaña introducirse en el mercado brasileño.
- La ocupación británica de la isla de Madeira.

Apenas llegada a Brasil, la corte portuguesa dio nuevo impulso a las ambiciones expansionistas contra las vecinas posesiones españolas, especialmente sobre el Río de la Plata. El más entusiasta partidario de esa política expansiva fue el ministro de Negocios Exteriores y Guerra, Rodrigo de Sousa Coutinho, conde de Linhares, que se proponía lisa y llanamente anexar al Brasil toda la Banda Oriental. Souza Coutinho llegó a iniciar la reunión de un poderoso ejército de invasión hacia el sur.
Souza Coutinho escribió a su hermano: 

”Que marchen, pues, los ejércitos de Su Majestad hasta llegar a la línea natural de las fronteras de su reino… que las tropas portuguesas del Brasil desde Río Grande y Matto Grosso, penetren y se extiendan, como lo crean conveniente hasta el Río de la Plata y las minas de Potosí; publicado las mismas proclamaciones de hostilidad que el general Junot y el marqués del Socorro publicara al entrar en Lisboa al frente de los franceses y españoles, y este equivalente sin declaración de guerra será la mejor y más segura forma de hacer respetar su reino y sus vasallos en Europa.”

En consonancia con esa política, el brigadier Joaquín Javier Curado fue enviado al Río de la Plata, con un ultimátum a sus autoridades, en el que ofrecía en nombre de su soberano tomar el cabildo y el pueblo de la ciudad de Buenos Aires y todo el virreinato bajo su Real Protección. Caso contrario se desataría la guerra, ya que su rechazo significaría tener que "hacer causa común con su poderoso aliado", es decir, con Gran Bretaña.
La noticia de las abdicaciones de Bayona produjo un cambio de planes y Souza Coutinho pensó que la nueva situación le permitiría a su rey apoderarse, ya no de la Banda Oriental, sino de todo el Virreinato del Río de la Plata, con el cual el Brasil compartía alrededor de 4.000 kilómetros de fronteras. El instrumento de su política iba a ser la esposa del príncipe regente, residente también en Río de Janeiro, Carlota Joaquina de Borbón, hermana mayor de Fernando VII de España. Por otro lado, residía también en Río de Janeiro su primo Pedro Carlos de Borbón, hijo de Gabriel de Borbón, hermano del Rey Carlos IV.
Simultáneamente con los planes de Souza Coutinho, otros dos personajes estaban haciendo planes: la infanta Carlota Joaquina y el comandante de la escuadra británica en el Brasil, lord William Sidney Smith. Este era un admirador de la princesa y dirigió, junto con ella, un plan ambicioso. Carlota Joaquina reclamó el trono español y, dado que no podía ir a reclamarlo en la porción europea de su reino, comenzaría por las dependencias americanas, sobre todo por la más cercana, el Río de la Plata.
Tras darlo a revisar por Sidney Smith, Carlota redactó dos documentos iguales, firmados por ella y el príncipe Pedro Carlos, para presentarlos al príncipe regente. Se trataba de la "Justa Reclamación", por la que solicitaban a don Juan su protección ante la usurpación napoleónica, para conservar los derechos de su familia en la América española, ocupando el trono como regente del reino de España en los virreinatos y capitanías generales americanas.
El 11 de septiembre de 1808 el comerciante Carlos José Guezzi entregó los pliegos de Carlota Joaquina a diversos personajes como el virrey Santiago de Liniers, el alcalde de 1.er voto, Martín de Álzaga y el comandante del Regimiento de Patricios, Cornelio Saavedra. También estaba dirigido al gobernador de Montevideo, Francisco Javier de Elío.
El virrey le escribió inmediatamente, contestando que 

"Después de haber jurado la majestad del Señor Don Fernando VII, y reconociendo la Junta Suprema de Sevilla quien lo representa, nada se puede innovar a nuestra presente constitución sin su acuerdo."

En el mismo sentido respondieron todos los otros destinatarios de la Justa Reclamación. El cabildo fue el más explícito, reclamando ante lo que consideraban una injerencia de la Corte Portuguesa en los asuntos internos de España. El histórico enfrentamiento entre España y Portugal por la cuenca del Río de la Plata hizo prácticamente imposible que semejante pretensión de la esposa del heredero del trono portugués fuera aceptada.

## La invasión

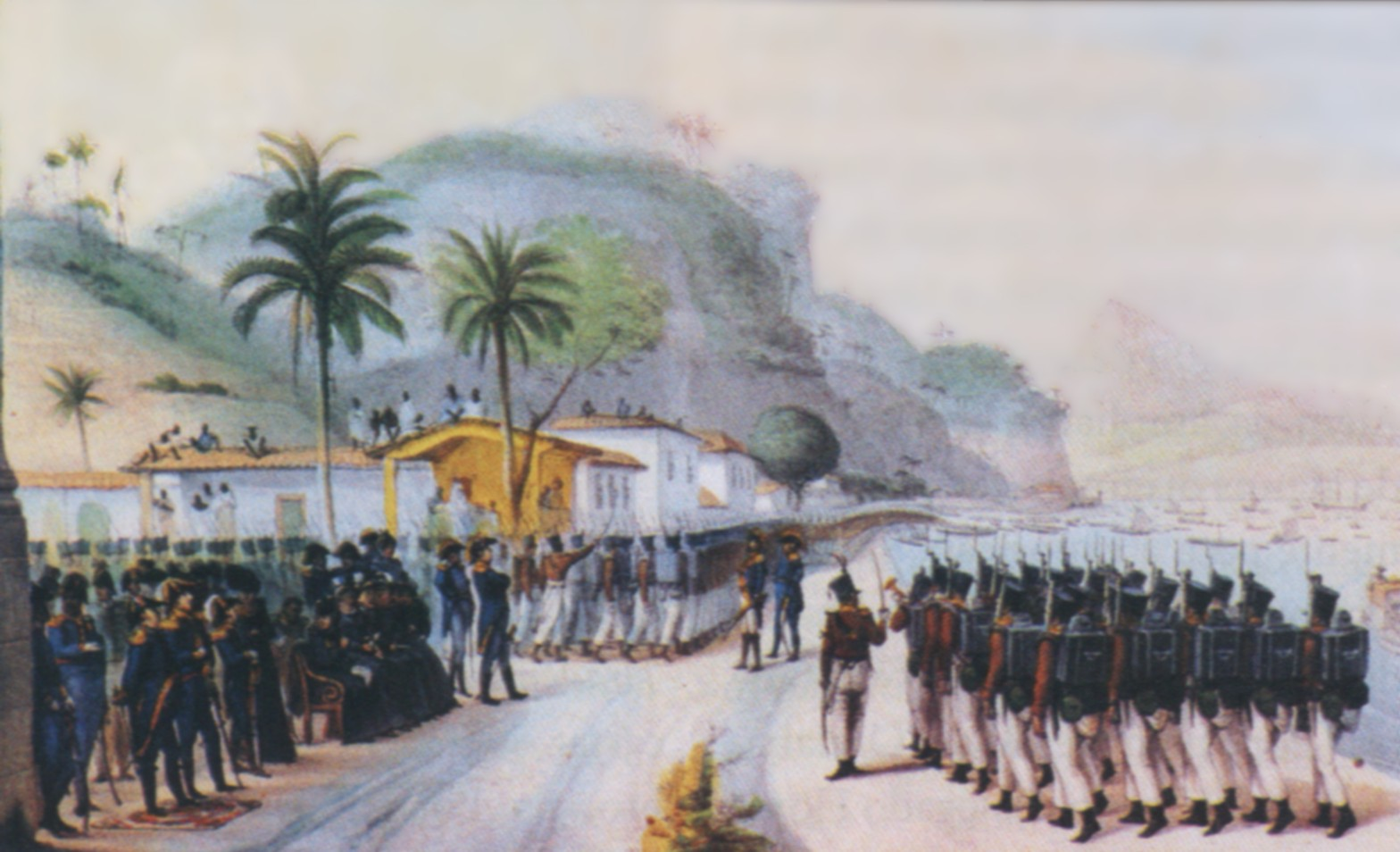
Embarque de la infantería portuguesa en Río de Janeiro el 7 de junio de 1816

En agosto de 1816 un poderoso ejército del Reino Unido de Portugal, Brasil y Algarve invadió la Provincia Oriental por mar y tierra, en conocimiento del Congreso de Tucumán, el cual tenía prácticamente la totalidad de sus recursos dedicados a afrontar las acometidas realistas procedentes del Alto Perú e, incluso, del reocupado Chile. Tras el hecho consumado de la invasión, se buscó luego la incorporación "de derecho", la que se obtuvo el 18 de julio de 1821 en el Congreso Cisplatino, una asamblea de "notables" orientales (entre los que se encontraba Fructuoso Rivera) adictos a las tropas de ocupación, que aclamaron a Portugal.
Allí se fijaron los límites: por el Este, el Océano Atlántico; por el Sur, el Río de la Plata; por el Oeste, el Río Uruguay; y por el Norte el río Cuareim hasta la Cuchilla de Santa Ana. En ese acto, territorios tradicionalmente pertenecientes a la Banda Oriental, como las Misiones Orientales, fueron anexados a la jurisdicción del Estado de Río Grande del Sur.
Durante los primeros años de ocupación el dominio militar portugués fue total. En 1817 Juan Antonio Lavalleja se sostuvo vigorosamente junto a Rivera en el Paso de Cuello, contra un muy superior número de soldados de Lecor. El 3 de abril de 1818 Lavalleja fue apresado en el arroyo Valentín (Salto) y, remitido a Montevideo, fue trasbordado a Río de Janeiro, donde quedó confinado en un pontón. Posteriormente fue transferido a la isla Das Cobras junto con Fernando Otorgués, Manuel Francisco Artigas y Leonardo Olivera.
En 1820 Andrés Latorre fue sorprendido y derrotado en la Quebrada de Belarmino. Latorre penetró hasta Tacuarembó, donde montó campamento esperando órdenes de José Artigas, que había ido a Mataojo a buscar caballos. El 22 de enero de 1820 en las puntas del arroyo Tacuarembó Chico, mientras los orientales que se encontraban acampando con unos 2.000 hombres, fueron sorprendidos por las tropas de ocupación mientras dormían, librándose la batalla de Tacuarembó.
Según el parte portugués, los 3.000 soldados portugueses realizaron una gran matanza: 800 muertos y 500 heridos por el bando artiguista y solamente un muerto y cinco heridos en el campo de batalla por el bando portugués.
Tras la derrota de Tacuarembó, Artigas y 300 hombres cruzaron el río Uruguay para pedir apoyo a sus aliados de la Liga Federal, entrerrianos y correntinos. Francisco Ramírez, quien pretendía extender su mando a toda la región, lo enfrentó por las armas, produciéndose una serie de combates en junio y julio de 1820. Artigas, ya sin hombres ni recursos, se exilió en Paraguay. Unos meses antes, en marzo de ese mismo año, llega a su fin la Revolución Oriental en su territorio, por acción del caudillo Fructuoso Rivera, quien rodeado por el ejército invasor -mejor armado y en mayor número-, acuerda en su campamento de Tres Árboles, a orillas del río Queguay Grande (actual estancia Buen Retiro, en el departamento de Paysandú), la paz, con la presencia de delegados del gobierno de Montevideo y el jefe luso-brasileño, el caudillo riograndense Bento Manuel Ribeiro, asegurando la libertad de sus habitantes, después de una guerra que llevaba varios años de desgaste, con afectación de bienes y vidas humanas.
En 1821 se autorizó su vuelta de Lavalleja a Montevideo, quien inmediatamente tomó servicio en el Regimiento de Dragones de la Unión, cuyo jefe era Rivera. Cuando se proclamó la independencia de lo que hoy es Brasil para constituirse en Imperio del Brasil, Rivera y Lavalleja estuvieron junto con Lecor a favor, firmando el acta de aclamación y reconocimiento del emperador Pedro I de Brasil, el 17 de octubre de 1822.
En 1824 Lavalleja pasó a Buenos Aires y las autoridades imperiales lo declararon desertor, confiscándole los bienes.

## La ofensiva oriental
El 15 de septiembre de 1823 el enviado del presidente argentino Bernardino Rivadavia, Valentín Gómez, entregó en Río de Janeiro un memorándum en donde se sostenía que en ningún momento la Provincia Oriental había dejado de pertenecer al territorio de las Provincias Unidas del Río de la Plata. Gómez recibió esta respuesta:

La incorporación de la Provincia Cisplatina al Imperio es un acto de la libre voluntad de todos sus habitantes, y el Brasil, por los sacrificios que ha hecho, está resuelto a defender aquel territorio, no admitiendo que se consulte nuevamente la opinión respecto a la incorporación de aquel Estado a las Provincias Unidas. (...) el Gobierno de S.M.I. (...) no puede entrar con el de Buenos Aires en negociaciones que tengan por base fundamental la cesión del Estado Cisplatino, cuyos habitantes no debe abandonar.

Bandera de la Provincia Oriental del Uruguay, utilizada entre 1825 y 1828. Aprobada por el Congreso de Florida, estaba basada en la Bandera de los Treinta y Tres Orientales aunque ya sin el lema en la franja blanca.

El 19 de abril de 1825 Lavalleja y sus hombres (conocidos como los Treinta y Tres Orientales) desembarcaron, provenientes de Argentina, en la Playa de la Agraciada. Se emprendieron operaciones ofensivas, logrando el 24 entrar en Santo Domingo  Soriano y seguir luego en busca de Rivera, al cual se le encontró en el paraje llamado Monzón el día 29. Tras corta entrevista de los antiguos compañeros y amigos, Rivera quedó incorporado a las fuerzas patriotas con los soldados a sus órdenes.
Prosiguiendo las operaciones, las villas de San José y Canelones cayeron en poder de los patriotas y, el 14 de junio, fue establecido en Florida un Gobierno Provisorio bajo la presidencia de Manuel Calleros. Allí, el 25 de agosto de 1825, la Sala de Representantes proclamó la independencia de la provincia y de inmediato declaró su unión a las demás del Río de la Plata.
Rivera batió a sus adversarios en Rincón de Haedo el 24 de septiembre y el 12 de octubre Lavalleja obtuvo su triunfo en Sarandí.
En 1826, el hacendado Tomás García de Zúñiga es designado Presidente de la Provincia Cisplatina.
En el Congreso de la Florida se restableció por parte de los patriotas el nombre original de Provincia Oriental, el cual fue refrendado fácticamente cuando el frente terrestre del ejército combinado de 8.000 soldados provenientes de todas las otras Provincias Unidas y de la Banda Oriental venció en la batalla de Ituzaingó (la principal de la Guerra del Brasil) a las fuerzas brasileñas el 20 de febrero de 1827.

## Fin de la reivindicación
Por presión diplomática del Reino Unido, el mismo 20 de febrero de 1827 se abrieron las tratativas de paz entre las Provincias Unidas del Río de la Plata y el Imperio del Brasil, con la mediación de Gran Bretaña.
Lord John Ponsonby fue el enviado de Londres y propuso como solución la independencia total de parte de la Provincia Oriental o Cisplatina. La propuesta británica tenía como finalidad restablecer la paz en el Plata, consolidar el comercio británico e impedir que fueran dos grandes estados -Brasil y Las Provincias Unidas- los que dominaran el estuario. El diplomático convenció a Las Provincias Unidas y Brasil para que no gastaran dinero en una guerra por la Provincia Oriental.
Representantes brasileños y argentinos se reunieron para negociar la paz en Río de Janeiro entre el 11 y el 27 de agosto de 1828. Allí se firmó la Convención Preliminar de Paz, por la que se acordó la independencia del actual Uruguay respecto de los actuales Brasil y Argentina. La independencia de Uruguay quedaría definitivamente sellada el 4 de octubre del mismo año cuando, en Montevideo, las naciones firmantes canjearon las ratificaciones del tratado.
A finales de 1828, Lecor evacuó Montevideo y se trasladó a Río de Janeiro.